# 琳·康維
琳·安·康维 (1938年1月2日—2024年6月9日)是一位美国计算机科学家, 电子工程学家和跨性别权益活动人士。
她曾于1960年代在IBM工作，并发明了广义动态指令处理技术，这是乱序执行中一种关键的技术进步，并被绝大多数的现代计算机处理器使用，以提高性能。随后，她在超大规模集成电路（VLSI）领域启动了梅德-康威VLSI芯片设计革命。这场技术革命在1980年代迅速传播至研究型大学和计算机行业，孕育出新兴的电子设计自动化（EDA）行业，催生了现代芯片设计与生产的制造厂基础设施，并在1980年代和1990年代启动了一系列影响深远的高科技创业公司。

## 早年生活与教育
康维成长于纽约州白原市 (紐約州)。她被当作男孩抚养。在儿童期，她有些害羞，并经历着性别不安。她着迷于天文学（她曾在一个夏天建造了一架6英寸（150 mm）口径的反射式望远镜），并在高中时擅长数学和科学。康维在1955年进入麻省理工学院，获得了很高的成绩，却在1957-58年间试图性别过渡后，最终在绝望中退学。她的尝试由于当时的医学环境而失败。 康维作为一名电子技术工程师工作了几年，随后在哥伦比亚大学的工程与应用科学学院继续她的教育，最终在1962年获得理学学士学位，在1963年获得电子工程科学硕士学位。

## 在IBM的早期研究
康维在1964年被招入IBM研究部，前往约克敦高地，纽约。她很快入选设计先进超级计算机的架构团队，和约翰·科克、布莱恩·兰德尔、赫伯特·舍尔、埃德·苏森古斯、法兰·艾伦及其它IBM研究人员一同工作于IBM高级计算系统（ACS）项目，并在工作中发明多发射乱序动态指令调度技术。 计算机历史博物馆表示，“ACS机器似乎是第一个超标量设计，这是一种在现代高性能微处理器中广泛利用的计算机架构范式。”

## 性别过渡
康维在了解到哈利·本杰明对跨性别女性医疗的开创性研究后，她意识到性别确认手术已变得可行，决定寻求本杰明的帮助。康维承受着严重的抑郁症和性别不安，联系了本杰明。他同意提供心理咨询并开具激素治疗。在本杰明的医疗照护下，康维开始了她的医学性别过渡。
在挣扎着以男性角色生活时，康维和一名女性结婚，并有了两名孩子。在当时的法律限制下，在性别过渡后，她被禁止与她的孩子见面。
她希望可以在工作的同时进行性别过渡。但是在她表露这一的意图后。IBM于1968年将她开除。 IBM于2020年为此道歉。

## 作为计算机科学家的职业生涯
于1968年，康维完成她的性别过渡，取了一个新名字，以另一身份，进入她所说的“隐身模式”。她重新开始了她的职业生涯，作为一名外包程序员为Computer Applications, Inc.工作。随后于1969-1972年，她前往Memorex工作，担任电子系统设计师和计算机架构师。
康维在1973年前往帕罗奥多研究中心，领导伯特·萨瑟兰的“大规模集成电路系统”小组。 在帕罗奥多时，康维创立了多项目晶圆（MPW）技术，实现将不同来源的电路设计装入同一块硅晶圆。这一新发明提升了生产力，降低了成本。 而在VLSI设计方法上，她与伊万·萨瑟兰和来自加州理工学院的卡弗·梅德合作，共同创作了《VLSI系统》。这是一部开创性的著作，很快成为芯片设计领域的标准教科书，并在1983年时被接近120所大学采用。 他们的著作销售超过70,000册，而梅德-康维革命集成了康维在MPC79/MOSIS上的创新后，成为了VLSI设计的一部分。
1979年，康维前往麻省理工学院，任电气工程与计算机科学客座副教授，教授一门基于梅德-康维著作草稿的VLSI设计课程，这一课程现已声名远播。 这个课程验证了新的设计方法和教材，并创立了后来被全球课程采用的教学大纲和教授指南。
Among Conway's contributions were the invention of dimensionless, scalable design rules that greatly simplified chip design and design tools, and invention of a new form of internet-based infrastructure for rapid prototyping and short-run fabrication of large numbers of chip designs. The problem they were solving was how to cope with the increasing complexity of chip design while the number of transistors per chip doubled every two years as Gordon Moore (chairman of Intel) had predicted in 1965. The design methods in use in the semiconductor industry were rapidly running out of steam. The new infrastructure was institutionalized as the Metal Oxide Semiconductor Implementation Service (MOSIS) system in 1981. Two years into its success, Mead and Conway received Electronics magazine's annual award of achievement. Since then, MOSIS has fabricated more than 50,000 circuit designs for commercial firms, government agencies, and research and educational institutions around the world. VLSI researcher Charles Seitz commented that "MOSIS represented the first period since the pioneering work of Eckert and Mauchley on the ENIAC in the late 1940s that universities and small companies had access to state-of-the-art digital technology."
The research methods used to develop the Mead–Conway VLSI design methodology and the MOSIS prototype are documented in a 1981 Xerox report and the Euromicro Journal. The impact of the Mead–Conway work is described in a number of historical overviews of computing. Conway and her colleagues have compiled an online archive of original papers that documents much of that work. The methods also came under ethnographic study in 1980 by PARC anthropologist Lucy Suchman, who published her interviews with Conway in 2021.
In the early 1980s, Conway left Xerox to join DARPA, where she was a key architect of the Defense Department's Strategic Computing Initiative, a research program studying high-performance computing, autonomous systems technology, and intelligent weapons technology.
In a USA Today article about Conway's joining DARPA, Mark Stefik, a Xerox scientist who worked with her, said "Lynn would like to live five lives in the course of one life" and that she's "charismatic and very energetic". Douglas Fairbairn, a former Xerox associate, said "She figures out a way so that everybody wins."
康维于1985年加入密歇根大学，担任电气工程与计算机科学教授，及工程学院副院长。在那里，她致力于“适用于混合互联网/宽带电缆通信的基本系统和用户界面概念的视觉通信和控制探测”的工作。 1998 年，康维从活跃的教学和研究岗位退休，成为密歇根大学的荣誉退休教授。

## 个人生活与逝世
1987 年，康维遇到了她的丈夫查尔斯·罗杰斯 “查理”。罗杰斯是一名职业工程师，他和康维一样喜欢户外活动，包括激流皮划艇和摩托车越野赛。 他们很快就开始同居，并于1994年在密歇根州农村购买了一栋有24英畝（9.7公頃）草地、沼泽和林地的房子。 他们在8月13日，2002年结婚。 2014年，密歇根大学的《密歇根工程师》校友杂志记录了康维的工程探索与她个人生活中的冒险间的联系。
康维于6月9日，2024年因心脏病在位于密歇根州傑克遜 (密歇根州)的家中去世，享年 86 岁。

## 外部連結
- Lynn Conway's homepage （页面存档备份，存于），個人網頁，提供多種語言。
  - 琳·康维的主页 （页面存档备份，存于），簡體中文。